# John A. Bateman
John Arnold Bateman (Londra, 1957) è un linguista e semiologo britannico noto per le sue ricerche sulla generazione del linguaggio naturale e sulla multimodalità.
Ha lavorato all'Università di Kyōto in Giappone, all'USC Information Sciences Institute (USA), al German National Research Center for Information Technology e all'Università della Saarland (Germania) e presso l'Università di Stirling (Regno Unito). Attualmente è Professore di Linguistica Applicata Inglese all'Università di Brema, in Germania.

## Pubblicazioni chiave

### Libri
- - Text generation and systemic-functional linguistics: experiences from English and Japanese (with Christian M. I. M. Matthiessen; Pinter, 1991).
  - Multimodality and genre: A foundation for the systematic analysis of multimodal documents (Springer, 2008).
  - Multimodal film analysis: How films mean (with Karl-Heinrich Schmidt; Routledge, 2012).
  - Multimodality: Foundations, research and analysis – A problem-oriented introduction (with Janina Wildfeuer and Tuomo Hiippala; de Gruyter, 2017).

### Altre pubblicazioni
- - Bateman, J. A., Kasper, R. T., Moore, J. D., & Whitney, R. A. (1990). A general organization of knowledge for natural language processing: The penman upper model. Technical report, USC Information Sciences Institute.
  - Bateman, J. A. (1997). Enabling technology for multilingual natural language generation: the KPML development environment. Natural Language Engineering, 3(1), 15-55.
  - Bateman, J. A., Kamps, T., Kleinz, J., & Reichenberger, K. (2001). Towards constructive text, diagram, and layout generation for information presentation. Computational Linguistics, 27(3), 409-449.
  - Bateman, J. A., Hois, J., Ross, R., & Tenbrink, T. (2010). A linguistic ontology of space for natural language processing. Artificial Intelligence, 174(14), 1027-1071.